# Олена Логінова
Олена Логінова (нар. 1989, м. Чернівці, Україна) — українська журналістка-розслідувачка. Лауреатка премії «Честь професії» (2021). Співпрацює з Центром дослідження організованої злочинності та корупції (OCCRP).

## Життєпис
Олена Логінова народилася 1989 року в місті Чернівцях.
Закінчила Національний авіаційний університет (спеціальність — міжнародна інформація). Працювала на 5 каналі, у програмі журналістських розслідувань «Наші гроші» на телеканалі «ZIK», нині — журналістка-розслідувачка програми «Слідство.Інфо».
Співавторка розслідувань про українських фігурантів «Панамських документів» та «Райських паперів», учасниця команди проєктів «The Russian Laundromat» та «The Azerbaijani Laundromat».
У 2015 році здобула друге місце у конкурсі молодих розслідувачів.